# 中国人民解放军防化兵
中国人民解放军防化兵，是中国人民解放军兵种，配置于陆军、火箭军等。防化兵属于战斗保障兵种，由观测、侦察、洗消、喷火部（分）队组成。装备主要有观测器材、侦察器材、防护器材、洗消器材、烟火器材。任务是从事化学、核辐射侦察及放射性沾染观测；实施烟幕保障；使用燃烧武器协同步兵作战等等。防化兵还负责指导其他部队防护核武器、化学武器，并且负责协助地方有关部门组织群众实施以上防护。

## 沿革

### 早期雏形
抗日战争时期，1940年夏，八路军对日军发动百团大战，日军使用毒剂20多次，造成八路军近万人中毒，战斗进程受到影响。1942年，日军在“五一大扫荡”中，使用毒剂数十次，并且制造了毒死村民800多人的“北疃惨案”。从1937年到1945年，日军在抗日战争中共使用化学攻击2000多次，导致中国伤亡8万余人。1950年代，在朝鲜战争中，美军违反国际公约，对中国人民志愿军使用大量细菌武器。为了有效防化学武器攻击，中国人民解放军开始建立防化兵。
1932年12月13日，中央革命军事委员会决定在军委特科队里编设化学排，任务是施放烟雾以迷惑敌人、掩护己方战斗。抗日战争时期，1938年底，在中国人民抗日军政大学一分校成立化学队，以培训防毒干部。后来在延安也办过防毒培训班。第二次国共内战后期，中国人民解放军华东野战军在第七、九、十三纵队组建过防化分队。

### 正式成立
1950年11月，中央人民政府人民革命军事委员会军训部部长萧克向中央建议成立防化学兵学校，并且建议野战军和兵团分别编设防化科，军编设防化股，师、团、营编设防化参谋。萧克的建议获周恩来支持。1950年12月1日，毛泽东批准成立中国人民解放军防化学兵学校。1951年，入朝鲜参加抗美援朝战争的中国人民志愿军部队在师、团、营建立防化分队。截至1953年，全军已设有100余个防化连，各大军区先后成立了防化兵处，总参谋部军训部设防化兵处。1955年4月19日，中共中央军委第29次会议讨论军委军训部部长萧克《关于化学兵建设问题的建议》，决定成立中央军委防化学兵部，并且责成总参谋长粟裕负责筹建工作。1955年5月20日，中华人民共和国国防部颁发防化学部编制表，防化学部下辖办公室、8个处以及管理科。1956年1月1日，防化学部正式组成并开始办公。张廼更担任首任部长
1957年5月11日，中华人民共和国国防部决定改称中国人民解放军防化学兵部，行使兵种领导机构职能，归属国防部建制；中国人民解放军防化学兵部下设司令部、政委办公室、干部部、器材部。1959年3月28日，中华人民共和国国防部通知：自1959年4月1日起，改属总参谋部建制，改称中国人民解放军总参谋部防化学兵部。1961年1月26日，中共中央军委第75次会议决定，中国人民解放军总参谋部防化学兵部改称中国人民解放军防化学兵部，扩编成兵种领导机构，改归中共中央军委直属。它既是军委的兵种领导机关，又是总参谋部的业务部门；其党政工作由中国人民解放军总政治部直接领导。1961年11月7日，防化学兵部下设司令部、政治部、器材部、后勤部。1962年11月11日，器材部撤销，仅设司令部、政治部、后勤部。
根据军委办事组1969年6月13日公布的总参谋部精简整编方案，1969年10月17日总参谋部发出通知：中国人民解放军防化学兵部改为中国人民解放军总参谋部防化学部。1978年5月，中国人民解放军总参谋部防化学部改称中国人民解放军总参谋部防化部。1992年9月，中国人民解放军总参谋部防化部与总参谋部装甲兵部、炮兵部、工程兵部、陆航局合并组建为中国人民解放军总参谋部兵种部。1995年4月，中国人民解放军总参谋部兵种部防化局成立并开始办公。2003年11月，改称中国人民解放军总参谋部军训和兵种部防化局。
1978年，按照中国人民解放军全军统一部署，防化部队开展“技术能手”、“一专多能”、“四会教练员”活动，解决了防化部队训练人才断档的问题。1979年8月，总部颁发新的防化训练大纲及配套教材，修改并印发了《防化参谋手册》。1982年起，防化兵开展了训练改革。1984年，初步形成了新的训练内容体系。

### 参战参核
1955年1月18日，中国人民解放军陆、海、空三军联合发动一江山岛战役，进攻一江山岛的中华民国国军。中国人民解放军防化兵的第一个喷火连（隶属华东军区）在登岛作战中立功。喷火连配备67具喷火器，分别配属给登岛作战的各步兵连。1月19日凌晨，中国人民解放军全歼守敌。喷火连共烧毁敌方地堡45个（占敌方地堡总数1/3），洞穴16个，防空洞2个，其他目标2个，歼敌200多人。喷火连11人牺牲，33人负伤，48人立战功。
1964年10月16日，中国成功爆炸首颗原子弹。爆炸后，中国人民解放军防化兵以某部防化一团一营为基础，组建混合防化营，乘装甲车随即冲进原子弹沾染区执行侦察任务。混合防化营下辖侦察连、固定洗消连、机动洗消连以及营部的多个直属分队，共350多人。在原子弹爆炸后半小时，防化侦察分队便将核爆炸数据报到以张爱萍为首的指挥部。按周恩来“一次试验，多方受益”的要求，防化兵在沾染区对中国自行研制的核爆炸观测器、核辐射探测器、防护器材、洗消器材等开展了全面检查，填补了数项科研空白。第一批进入沾染区的防化侦察分队立集体一等功。

### 装备升级
中华人民共和国成立初期，中国人民解放军防化兵收集和修复美国、日本、中华民国国军制造的防毒器材，还从苏联引进防化装备并仿制，又自制简单器材。1959年，中国人民解放军成功仿制20多个型号的苏联式防化装备，并形成生产能力。1958年至1960年代中期，第二代国产防化装备和技术获得发展。1965年设计定型的轻便防毒面具，其重量比美军当时装备的防毒面具还要轻。1960年代，中国人民解放军还发展了防原子弹装备。1970年代，防化兵装备继续升级。例如1971年设计定型的含磷毒剂报警器，重量仅1.2千克。新型辐射仪的重量也仅1.2千克。1975年设计定型了核爆炸观测仪。
1985年，防化兵装备实现了“六五”计划预定目标：发展对核武器、化学武器的侦察装备、化验装备；工事用毒剂报警器和检测器材；核爆炸自动观测仪；采用计算机技术的便携式防化参谋作业工具。
1990年代起，防化兵装备及其他军兵种的防化装备均有很大发展，先后研制生产出大型多功能快速洗消装备，各军兵种专用防化装备，发烟器材、燃烧武器。从防化兵专业保障能力到中国人民解放军整体防护能力均提升到新水平。

### 新时期发展
1990年7月，裁军谈判会议禁止化学武器特设委员会通知中国驻日内瓦代表团，邀中国参加第二轮国际间化学裁军核查对比实验，为各国正在谈判的《禁止化学武器公约》做前期准备。总参谋长迟浩田决定中国参加。由解放军防化专家钟玉征、陆宝嘉、马远骏、边淑清、曹俊钟、陈志升等人组成的专家组代表中国参加了第二轮国际间化学裁军核查对比实验，钟玉征任专家组组长，取得了优异成绩。
1995年3月，日本东京地铁站发生沙林毒气事件，造成大批人员伤亡。各国政府纷纷采取防范措施。中国人民解放军总参谋部给北京军区下达了演习任务。北京军区某防化团进行了北京某地铁站化学毒剂紧急救援演习。
1990年代起，新一代防化兵已从应对军事威胁拓展至完成多样化军事任务。防化兵先后参加了许多非战争军事行动。例如1998年九八抗洪，2003年抗击非典，2008年初抗低温雨雪冰冻灾害，2008年汶川大地震抗震救灾，2010年南京“7·28”爆炸事故，2012年彝良地震，2015年福建古雷PX工厂爆炸事故、天津港爆炸事故、尼泊尔地震等等。防化兵训练也从传统核生化防护拓展到战时核生化设施防护、平时核生化救援等。

## 编制
中国人民解放军防化兵在各集团军编有防化团（营）。防化团下辖有若干防化营。防化营下辖有侦察连、洗消连、发烟连。在步兵师编有防化营，防化营下辖有侦察连、洗消连、喷火连。在步兵团编有防化侦察排，防化侦察排下辖有若干防化侦察班。以下列出陆军部队各防化团：
- 中国人民解放军陆军参谋部兵种局
- 中国人民解放军东部战区陆军：
  - 中国人民解放军陆军第七十一集团军工化第七十一旅
  - 中国人民解放军陆军第七十二集团军防化第一旅
  - 中国人民解放军陆军第七十三集团军工化第73旅
- 中国人民解放军南部战区陆军：
  - 中国人民解放军陆军第七十四集团军防化第二旅
  - 中国人民解放军陆军第七十五集团军工化第75旅

- 中国人民解放军西部战区陆军：
  - 中国人民解放军陆军第七十六集团军防化第三旅
  - 中国人民解放军陆军第七十七集团军工化第77旅
- 中国人民解放军北部战区陆军：
  - 中国人民解放军陆军第七十八集团军工化第78旅
  - 中国人民解放军陆军第七十九集团军工化第79旅
  - 中国人民解放军陆军第八十集团军防化第四旅
- 中国人民解放军中部战区陆军：
  - 中国人民解放军陆军第八十一集团军工化第81旅
  - 中国人民解放军陆军第八十二集团军防化第五旅
  - 中国人民解放军陆军第八十三集团军工化第83旅
- 中国人民解放军新疆军区防化第二團
- 中国人民解放军西藏军区工化第84旅
- 中国人民解放军北京卫戍区防化第一团[9]

## 历任领导
中国人民解放军防化兵现无兵种领导机构。以下列出历史上各领导机构的领导。

### 防化学部部长
部长
- 张廼更（1956年2月－1956年3月26日，代理；1956年3月26日－1957年5月11日）

副部长
- 张廼更（1955年9月28日－1956年3月26日）
- 毕庆堂（1956年2月13日－1957年5月11日）

### 中国人民解放军防化学兵部
| 部长 - 张廼更（1957年5月11日－1959年4月1日） 副部长 - 毕庆堂（1957年5月11日－1959年4月1日） | 政治委员 - 萧学林（1958年11月17日－1959年4月1日） |

| 政委办公室主任 - 吕澍霖（？－？） 干部部副部长 - 陶玉璋（？－？） | 器材部部长 - 高朴（？－？） 器材部副部长 - 张仲三（？－？） |

### 中国人民解放军总参谋部防化学兵部
| 部长、主任 - 张廼更（1959年4月1日－1960年12月1日，部长；1960年12月1日－1961年1月26日，主任） 副部长、副主任 - 毕庆堂（1959年4月1日－1960年12月1日，副部长；1960年12月1日－1961年1月26日，副主任） - 裴宗澄（1960年8月14日－1960年12月1日，副部长；1960年12月1日－1961年1月26日，副主任） | 政治委员 - 萧学林（1959年4月1日－1961年1月26日） |

| 司令部参谋长 - 蓝文兆（1960年7月22日－1961年1月26日） 司令部副参谋长 - 曹波声（1960年12月14日－1961年1月26日） | 政治部副主任 - 黄文仲（1960年7月22日－1961年1月26日） - 吕澍霖（1960年9月7日－1961年1月26日） |

| 科研部副部长 - 李治平（1960年－？） - 吴传宝（1960年－？） | 器材部部长 - 高朴（？－？） 器材部副部长 - 张仲三（？－？） - 孙丰（？－？） - 安达（？－？） |

### 中国人民解放军防化学兵部
| 主任 - 张廼更（1961年1月26日－1969年10月17日） 副主任 - 裴宗澄（1961年1月26日－1969年12月11日） - 毕庆堂（1961年1月26日－1969年7月28日逝世） - 王绍南（1964年6月27日－1969年10月17日） | 政治委员 - 萧学林（1961年1月26日－1963年8月10日） - 曹广化（1963年8月10日－1965年8月26日） - 李真（1965年8月26日－1969年10月30日） |

| 司令部参谋长 - 蓝文兆（1961年1月26日－1969年12月） 司令部副参谋长 - 曹波声（1961年1月26日－1965年） - 何棣（1961年11月25日－1969年10月17日） - 苗汝昆（1965年2月9日－1969年10月17日） | 政治部主任 - 桂生芳（1961年11月25日－1969年10月17日） 政治部副主任 - 黄文仲（1961年1月26日－1969年10月17日） - 吕澍霖（1961年1月26日－1961年5月16日） - 孙殿甲（1965年5月26日－1969年10月17日） |

| 后勤部部长 - 阎廷泰（1963年4月26日－1969年12月11日） 后勤部副部长 - 邓舜兰（1961年11月－1964年4月） - 高朴（1963年3月－1969年10月17日） - 李治平（1963年3月－1965年） - 陶玉璋（1963年3月－1967年6月） - 柳贵增（1964年7月－1967年6月） - 李玉书（1966年3月－1969年10月17日） 后勤部副政治委员 - 宁必成（？－？） | 器材部部长 - 高朴（1961年1月26日－1962年11月11日） 器材部副部长 - 李治平（1961年－1962年11月11日） - 柳贵增（？－1962年11月11日） |

### 中国人民解放军总参谋部防化学部
| 部长 - 裴宗澄（1972年8月21日－1975年） - 张廼更（1975年7月20日－1978年5月） 副部长 - 裴宗澄（1969年12月11日－1972年8月21日） - 阎廷泰（1969年12月11日－1976年5月25日） - 高朴（1969年12月11日－1978年5月） - 周村（1972年9月－1978年5月） - 范天恩（1975年3月5日－1976年5月25日） - 卞克强（1975年7月20日－1978年5月） - 吴克之（1976年5月25日－1976年5月） - 苗汝鹍（1978年3月30日－1978年5月） | 政治委员 - 贺明（1971年1月任命，未到职） - 李伟（1972年12月29日－1978年5月） 副政治委员 - 关梦舟（1972年9月－1978年5月） - 王学谦（1975年－1978年5月） |

政治部主任
- 关梦舟（1969年12月11日－1975年，1972年9月起为副政治委员兼）
- 王学谦（1975年12月－1978年5月，副政治委员兼）

### 中国人民解放军总参谋部防化部
| 部长 - 张廼更（1978年5月－1982年） - 李元（1982年8月14日－1985年7月22日） - 姜志增（1985年7月22日－1990年6月） - 吕方正（1990年6月－1992年9月） 副部长 - 高朴（1978年5月－？） - 周村（1978年5月－？） - 卞克强（1978年5月－1981年8月22日） - 吴克之（1978年5月－？） - 苗汝鹍（1978年5月－1978年11月8日） - 陈瑞生（1979年6月－？） - 端容（1981年－？） - 张彭寿（1982年－？） - 高方（1983年－？） - 姜志增（1983年10月－1985年） - 吕方正（1985年8月－1990年6月） - 徐光裕（1985年8月－1992年9月） - 华钟亮（1985年－？） - 石洪祥（1985年8月－1992年9月） - 黄旦群（1990年6月－1992年9月） | 政治委员 - 李伟（1978年5月－1981年10月4日） - 王善甫（1981年10月4日－1985年7月22日） - 成守亮（1990年4月－1992年9月） 副政治委员 - 关梦舟（1978年5月－1981年8月22日） - 王学谦（1978年5月－1981年8月22日） - 肖麦萍（1981年－？） |

| 政治部主任 - 王学谦（1978年5月－1981年8月22日，副政治委员兼） - 肖麦萍（1981年－？，副政治委员兼） - 吕方正（1984年－1985年8月） 政治部副主任 - 许兴栋（？－？） - 王仁波（？－？） - 温喜民（？－？） - 陆勇翔（？－？） - 陈祖宝（？－？） | 顾问 - 张廼更（？－？） - 阎廷泰（？－？） - 高朴（？－？） - 肖麦萍（？－？） - 欧阳家祥（？－？） - 杜万荣（？－？） - 王绍南（？－1979年6月8日逝世） |